# قانون اساسی ۱۹۳۵ لهستان
قانون اساسی ۱۹۳۵ لهستان (لهستانی: Ustawa konstytucyjna 23 IV 1935) که به قانون اساسی آوریل نیز شهرت دارد قانون اساسی جمهوری دوم لهستان است که توسط مجلس لهستان در ۲۳ آوریل ۱۹۳۵ به تصویب رسید. به موجب این قانون نظام ریاستی همراه با مشخصه‌هایی از اقتدارگرایی بر لهستان حاکم گشت.

## خلاصه
این قانون ایده‌ای را مطرح نمود که بر اساس آن دولت یک خیر عمومی برای همه شهروندان است. اختیارات رئیس‌جمهور افزایش یافته و از قدرت مجلس و سنا کاسته شد. رئیس‌جمهور مسئول انتخاب اعضا کابینه خود بود که در قبال مجلس پاسخگو بودند. رئیس‌جمهور توان انحلال مجلس پیش از پایان دوره و انتخاب یک سوم از اعضا سنا را در دست داشت و فرمانده کل قوا بود. 
یکی از بارزترین نکات این قانون اساسی حق رئیس‌جمهور جهت انتخاب جانشین خود در زمان جنگ بود که این مقرره توانست مبنای حقوقی لازم جهت تشکیل دولت در تبعید لهستان طی سال‌های جنگ جهانی دوم و پس از آن را ایجاد نماید. این قانون اساسی در سال ۱۹۴۴ توسط مقامات کمونیست لهستان به صورت رسمی منحل گشت و قانون اساسی دیگری که دارای قوانین استالینیستی زیادی بود تصویب شد. اما دولت در تبعید لهستان همچنان بر اساس قانون اساسی آوریل به کار خویش ادامه داد تا آنکه در سال ۱۹۹۰ اختیاراتش را به لخ والسا که اولین رئیس‌جمهور غیر کمونیست لهستان پس از ۴۶ سال بود تفویض نمود.